# Testimos
Testimos (starogrčki: Τέστιμος) je bio delmatski vojskovođa za vrijeme Oktavijanovog pohoda na Delmate (34. – 33. pr. Kr.).

## Rat s Oktavijanom
Nakon pobjede nad Sekstom Pompejem u Sicilijanskoj pobuni (36. pr. Kr.), Oktavijan je krenuo u Ilirik da porazi još uvijek nepokorene Ilire. Najprije je ratovao protiv Japoda i Panonaca (35. pr. Kr.), a zatim je krenuo na Delmate (34. – 33. pr. Kr.), koji su porazili Rimljane pod vodstvom Aula Gabinija i oteli im borbene znakove. Prvo je napao Promonu koju su Delmati oteli rimskim saveznicima Liburnima. Obranu Promone vodio je vojskovođa Verzo s 12000 vojnika. Oktavijanova opsada Promone bila je teška jer je delmatsko uporište bilo dobro utvrđeno, a Verzo je čak postavio straže na okolna brda, s kojih su promatrale kretanje Rimljana. Rimljani su pripremali uobičajenu tehniku opsade Promone, gradnjom opsadnog zida, ali su potajno noću napali delmatsku izvidnicu na najvišem brdu. Kad su to javili Oktavijanu, naredio je opći napad na Promonu, a dio vojske poslao je na najviše brdo s kojega se ona spuštala na sve strane po drugim vrhovima s izvidnicama. U strahu da ne ostanu odsječeni od Promone, svi su se povukli u utvrdu, te je tako rimskoj vojsci zadaća bila donekle olakšana jer se nisu morali bojati bočnih napada. Ipak, u pomoć Verzu u Promoni došao je Testimos, ali mu Rimljani nisu dopustili da se približi. Oktavijan je oko grada i na dvije uzvisine, na kojima su se Delmati utvrdili, izgradio opsadni bedem dug gotovo osam kilometara. Upravo kad su vidjeli da se približava Testimova vojska i napada rimsku s druge strane, branitelji Promone izašli su iz grada da se i sami pridruže toj borbi, ali Rimljani su ih potisnuli natrag u grad i uspjeli ući za njima, tako da su ga zauzeli. Delmati su se povukli u utvrdu koja je bila na najvišoj točki grada. Nakon četiri dana Delmati su pokušali proboj, ali ih je rimska vojska zaustavila pa su se sljedećeg dana predali. Posljednji napad Delmata nagnao je u bijeg rimsku kohortu koja je čuvala izlaz iz utvrđenog dijela grada. Oktavijan ih je kaznio kako je bilo uobičajeno u takvim slučajevima: pogubljen je svaki deseti legionar, a dva centuriona na svakog desetog pogubljenog vojnika. Ostali su vojnici za kaznu cijelo ljeto dobivali za hranu ječam umjesto pšenice.
Padom Promone Oktavijanu su se otvorili putevi prema unutrašnjosti delmatskog područja. Vjerojatno odsječen od pravca Promona — Sinotion, Testimos je naredio svojoj vojsci da se rasprši kako ih Rimljani ne bi slijedili. Ovaj podatak svakako pokazuje da je Testimos dao i neke naloge o ponovnom prikupljanju. Oktavijan se nije usudio podijeliti svoje snage, jer kako piše Apijan "nisu poznavali ceste, a tragovi bjegunaca bili su pomiješani", stoga je oprezno krenuo prema Sinotionu. Čini se da je Testimosova vojska u prethodnom okršaju "izmanevrirana", tako da u trenutku pada Promone nije više mogla stići u Sinotion. Stoga je lako moguće da je Oktavijan ušao u napušteni grad i zapalio ga. Osiguravši se s dvije bočne kolone probio se prema Andetriju, izbjegavši usput delmatsku zasjedu na mjestu gdje je 48. pr. Kr. stradala vojska Aula Gabinija.
Nakon neuspjeha u borbama za Promonu Delmati i nadalje djeluju organizirano: pokušavaju namjestiti klopku Oktavijanu u klancu iza Sinotiona, jakim snagama brane Setoviju i još k tome uspijevaju formirati vojsku koja se pokušala probiti kroz položaje opsjedatelja pod Setovijom. Ti se događaji prema Apijanovu kazivanju mogu u grubim crtama rekonstruirati, bez obzira na poznate topografske dileme. Dogovorivši se o svemu što je potrebno za vođenje rata, Delmati su izabrali najpogodnije ljude među uglednim vođama; pri tome se spominje izrijekom samo Verzo, koji je dobio najodgovorniji zadatak, ali nema razloga sumnjati u izbor Testimosa tom prilikom. Sasvim je vjerojatno da su izabrani i drugi vođe s obzirom na složenost situacije i brojnost četa koje su Delmati morali oboružati i razmjestiti na pogodnim mjestima. U vezi s brojem unovačenog ljudstva treba imati na umu da je Verzova vojska od 12000 samo dio delmatskih efektiva, a barem upola toliko morao je voditi Testimos.
Testimos i Verzo nisu bili kraljevi nego najvjerojatnije vojno-politički dužnosnici najvišeg ranga delmatskog vojno-političkog ustroja. Jasno je da Testimos nije nasljednik Verza po nekom monarhijskom nego po političkom pravu, te je moguće da je on bio već od ranije izabrani zamjenik Verza (što je vjerojatnije) ili naknadno izabrani vođa delmatskog vojno-političkog ustroja. Mnogi su se autori osvrnuli na ulogu Verza i Testimosa u ratu s Oktavijanom 34. pr. Kr. Ponekad se ovoj dvojici pripisuje uloga vođe delmatskog saveza dok traje rat, prave se usporedbe s ulogom Batona u velikom ustanku 6. – 9. godine, nagađa se o tome nisu li ovi vođe inače najugledniji rodovski starješine koji su izabrani u posebnim prilikama itd. Uzima se spomen Verzova izbora za vojskovođu i kao posredan dokaz da na čelu delmatskog saveza ne stoji inače nikakav vođa ili tijelo; delmatski savez bi se okupljao samo u slučaju izbijanja ratnog sukoba, pa je takvo gledanje na izbor vodstva logično.

## U hrvatskoj književnosti
Pavao Ritter Vitezović, Andrija Kačić Miošić i Grgur Urlić-Ivanović u svojim djelima Testimosa nazivaju Tutim, a Vitezović i Kačić Miošić ga još nazivaju i kraljem dalmatinskim.
U djelu Kronika aliti spomen vsega svieta vikov iz 1696. godine Pavao Ritter Vitezović bilježi sve važne događaje od postanka svijeta do 1690. godine. Među najvažnijim događajima spominje i rimsko osvajanje Promone:
3926: "…dojde Cesar August i podsedne stolno mesto Posavacsko Szigecsicu koju nakon 20. dan silnom rukom uze. Projde u Liburniju, aliti Hervatsko primorje: uze Promin, s velikom Dalmatinskom kervjom, Tutima Dalmatinskoga Kralya Vojsku razbiusi."
U svome djelu Razgovor ugodni naroda slovinskoga, u dijelu Slidi kratko ukazanje od starih kralja slovinskih i događaji koji se u stara vrimena zgodiše u državam slovinskim, iz različitih knjiga izvađeni i na svitlost postavljeni, Kačić Miošić spominje Testimosa:
Na 3926. Digoše se Posavci suproć Rimljanom, puno vrimena š njima boj biše; ali dođe cesar August s vojskom i podside stolno misto posavsko Sigečicu, koju u dvajest dana na silu osvoji. Otolem se dili u Dalmaciju, razbi vojsku kralja dalmatinskoga, Tutima imenom, i osvoji mu veliki grad Promin.
Grgur Urlić-Ivanović piše opširnije o Testimosu u djelu Davni Šinod, putopisu kroz Petrovo polje, te u pjesmi Tutim Dalmatinski i Rimljani pod Promonom za časopis Slovinac. U Davnom Šinodu Urlić-Ivanović piše kako je protiv Rimljana na prostoru Promone i Sinotija ratovao vojskovođa Tutim (Theutymius) te da je on porazio rimskog vojskovođu Gabina (Aulo Gabinije). Također naziva Sinotion (područje Baline glavice u današnjim Umljanovićima) kao "tvrdo utočište Dalmatinske slobode, i sjedalištem kršne junačine Tutima". Prema narodnoj predaji, zapisanoj u Davnom Šinodu, rimski car August je bio ranjen kod Setovije te je tumarao tri dana i tri noći bježeći pred Tutimom dok nije došao k moru. Tamo skupi silnu vojsku i krene opsjedati Tutima u njegovom gradu Šinodu. Tutim se hrabro obranio i odbijao neprijatelja dok se jedne večeri Rimljani nisu probili kroz podzemne hodnike ispod grada, zauzeli grad i pogubili 12000 muškaraca i žena. Tutim je sakupio ostatak svoje vojske i napao carev tabor izvan grada te poginuo u borbi. Njegovo tijelo je pokopano 17 stopa pod zemljom negdje u Petrovom polju.
U pjesmi Tutim Dalmatinski i Rimljani pod Promonom Urlić-Ivanović, gdje se potpisuje kao Grgur Biokovac, opisuje rimski rat s Delmatima kod Salone, Sinotiona i Promone, te Testimove pohode protiv Oktavijana, Aula Gabinija i Asiniusa Polia.